# Numismalismergel-Formation
- Humph.-Fm. = Humphriesioolith-Formation
- L.Bk-Fm = Liegende Bankkalk-Formation
- H.Bk-Fm = Hangende Bankkalk-Formation
- Zm-Fm = Zementmergel-Formation
- S.-Fm = Solnhofen-Formation
- Rö.-Fm = Rögling-Formation
- U.-Fm = Usseltal-Formation
- Mö.-Fm = Mörnshein-Formation
- N.-Fm = Neuburg-Formation
- R.-Fm = Rennertshofen-Formation

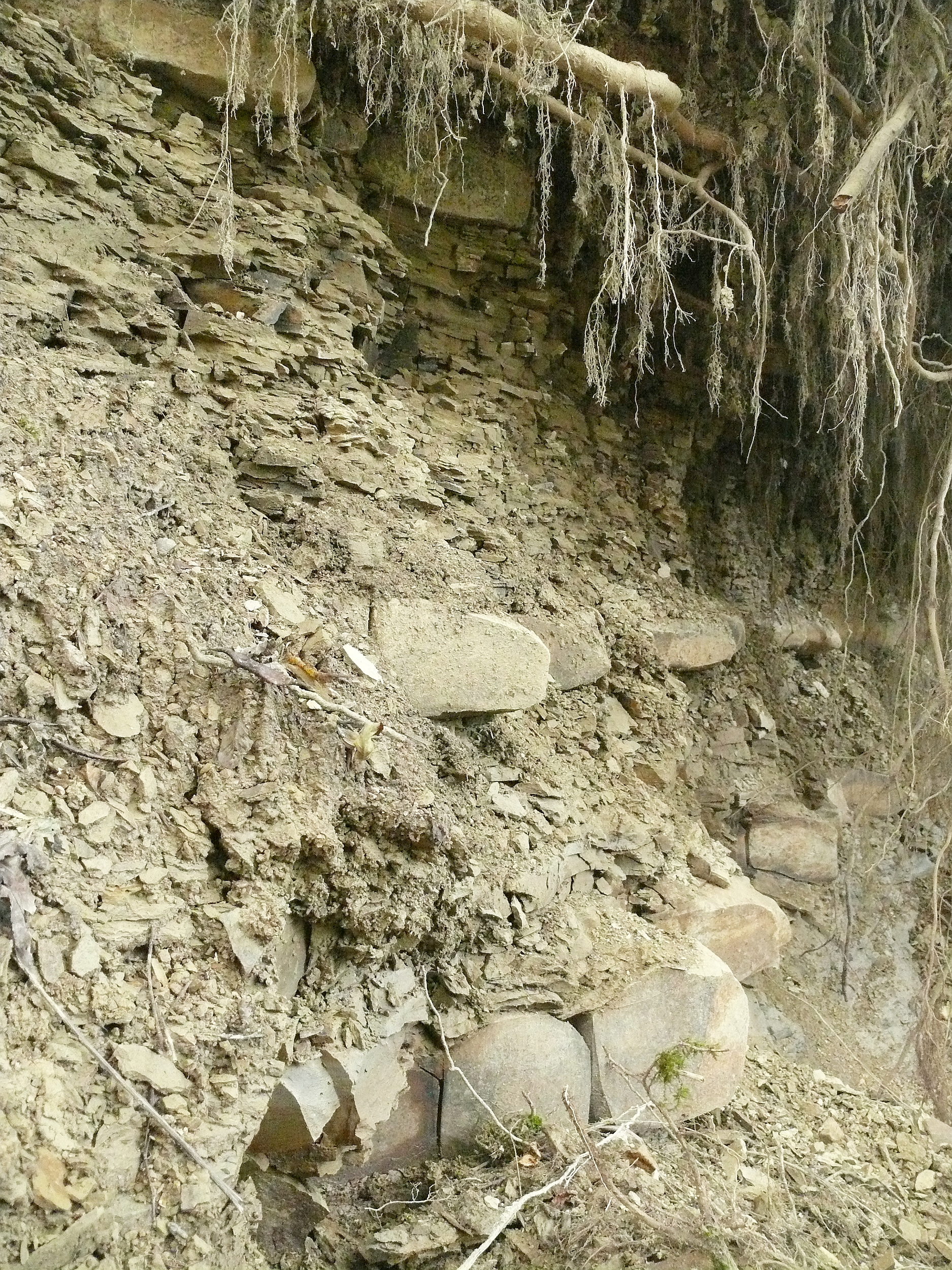
Numismalismergel mit laibsteinartigen Kalksteinbänken am Krettenbach bei Birenbach im Albvorland

Die Numismalismergel-Formation ist eine lithostratigraphische Formation im Süddeutschen Juragebiet (Schwäbische Alb, Oberrheingraben, Alpenvorland). Sie wird von der Amaltheenton-Formation über- und von der Obtususton-Formation unterlagert. In Franken und im östlichen Baden-Württemberg liegt darunter die Gryphaeensandstein-Formation. Die Numismalismergel-Formation wird in das Pliensbachium datiert. Sie erreicht bis zu 13 m Mächtigkeit.

## Geschichte
Die lithologische Einheit Numismalismergel-Formation wurde bereits von Friedrich August Quenstedt im Jahr 1843 vorgeschlagen. Quenstedt leitet die Bezeichnung von der häufig auftretenden Brachiopodenart „Terebratula numismalis“ (=Cincta numismalis) ab. Sie entspricht dem Schwarzjura gamma der Quenstedt'schen Gliederung. In der Stratigraphische Tabelle von Deutschland wird sie dann als Formation definiert.

## Definition
Die Numismalismergel-Formation besteht aus einer Wechsellagerung von Mergeln, Mergelkalken und einzelnen Kalkbänken. Die Mächtigkeit beträgt 13 m im mittleren Teil von Baden-Württemberg und reduziert sich auf 1 bis 2 m im Wutachgebiet und im südlichen Oberrheingebiet sowie in Ostwürttemberg. Die untere Grenze ist die Cymbia-Bank, die obere Grenze ist die obere Begrenzung der Zwischenkalke. Die Numismalismergel-Formation wird in das untere und in das obere Unterpliensbachium datiert. Die Formation umfasst maximal die Ammoniten-Zonen (vom Liegenden zum Hangenden): Uptonia jamesoni, Tragophylloceras ibex und Prodactylioceras davoei. Die Schlüsselabkürzung des Landesamtes für Geologie, Rohstoffe und Bergbau (Baden-Württemberg) für die Numismalismergel-Formation in geologischen Karten ist pb1.

## Untergliederung
Die Numismalismergel-Formation wird in die unteren und oberen Numismalismergel (oder Zwischenkalke) unterteilt. An der Basis der unteren Numismalismergel befindet sich die Cymbia-Bank, am Top die Davoei-Bank.